# アオノクマタケラン
アオノクマタケラン（青野熊竹蘭、学名：Alpinia intermedia Gagnep.）は、ショウガ科ハナミョウガ属に分類される常緑の多年草の1種。
和名は、タケクマランに似ていて全体に赤みがないことに由来する。シノニムは、Alpinia oblongifolia Hayata。英名は、hardy wild ginger。中国名は、光葉山姜。

## 特徴
偽茎は高さ50-150 cm。葉は狭長楕円形で先が尖り、長さ30-50 cm、幅6-12 cm、毛はなく、表面に光沢があり、芳香があり、互生する。花序は総状または円錐状に直立し、長さ10-20 cm、枝軸は長さ10-15 mmで3-4個花がつく。苞は膜質楕円形で、長さ5-7 mm。花は長さ5-7 mm前後、白色でわずかに紅色を帯びる。雄蕊はツルの首のように湾曲し、葯室の間から柱頭が突き出る。萼は筒状で長さ3.5-5 mmで低い歯がある。内花被は上部が3裂、唇弁は卵形で長さ15 mm前後、先が浅く3裂し、基部の両側に針状の付属片があり、白色で紅色の斑が入る。花期は6-8月、西表島では4-6月。果実は蒴果で、球形、直径15 mm前後で、毛はなく、赤く熟す。

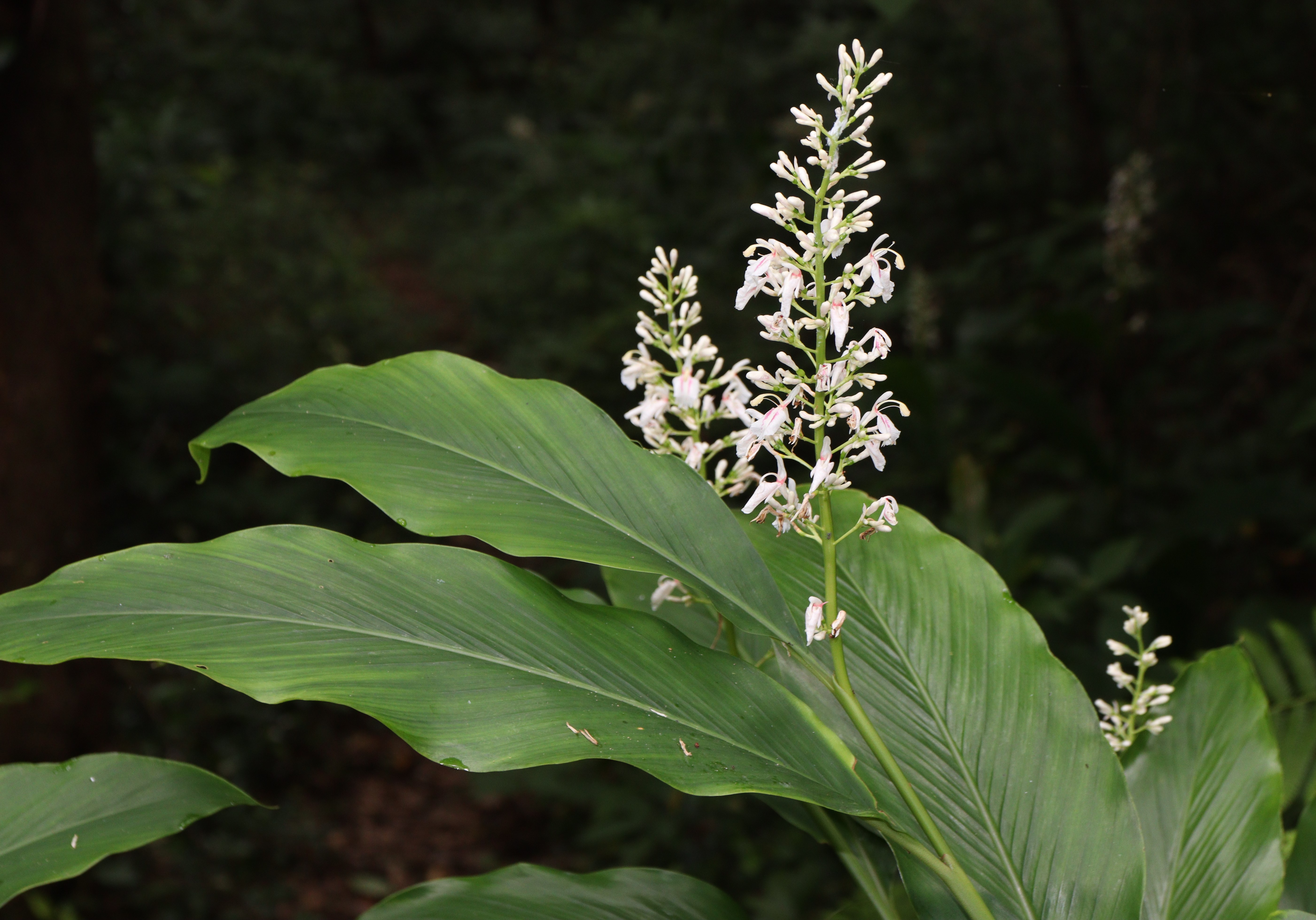
葉は狭長楕円形、総状または円錐状に直立する花序
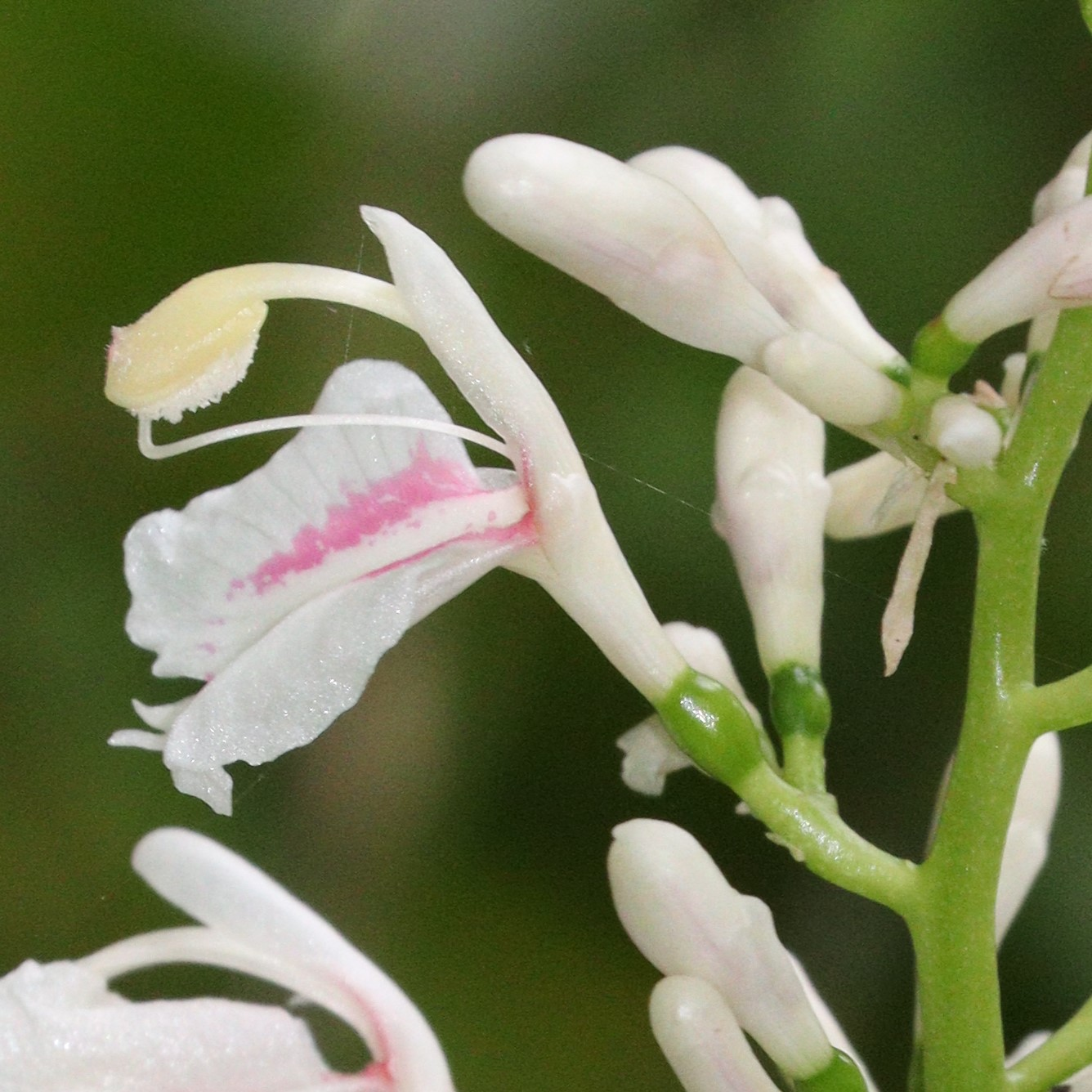
花、唇弁は卵形、白色で紅色の斑が入る
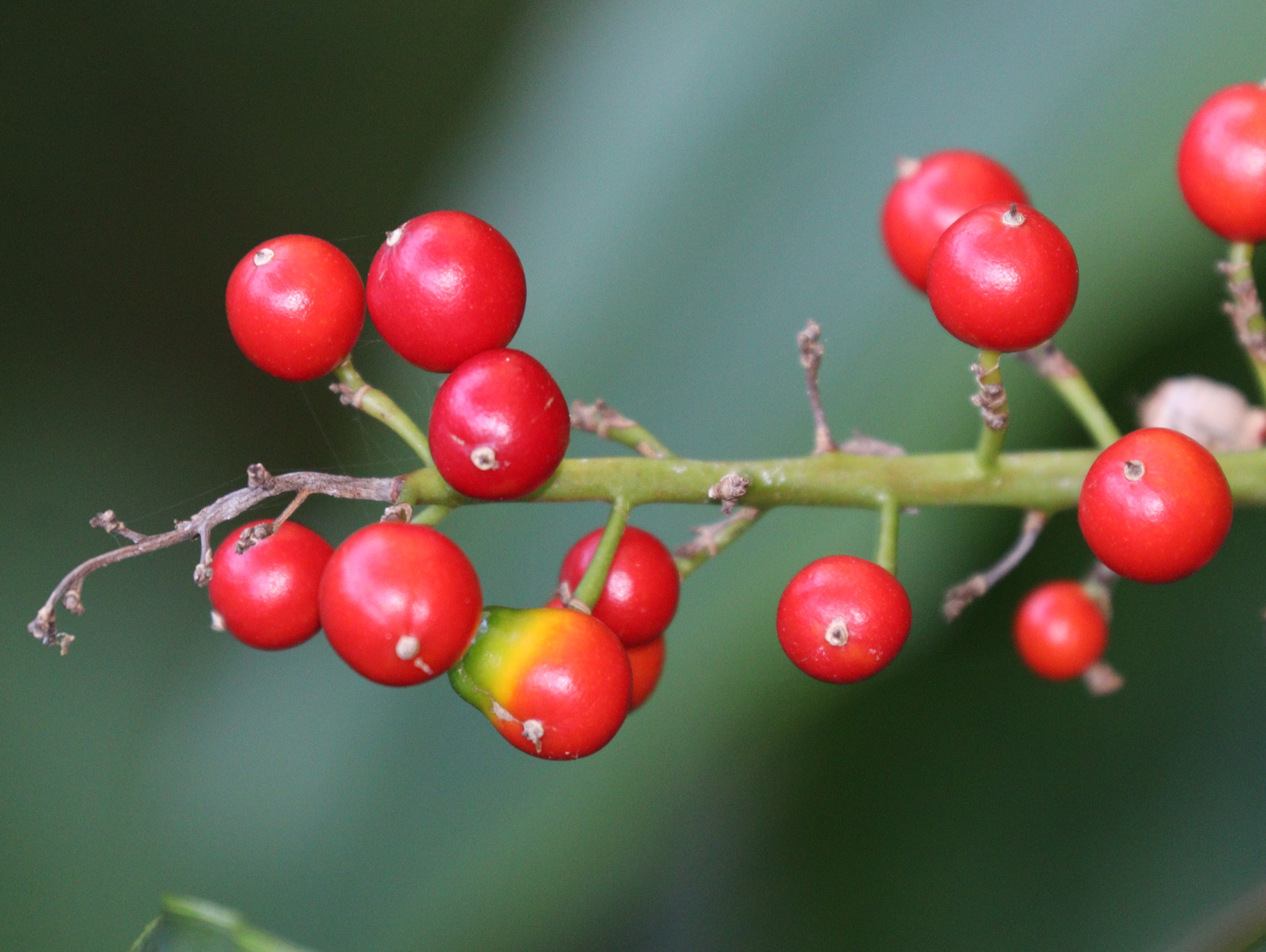
球形で、赤く熟した果実

## 分布と生育環境
中国、台湾と日本に分布する。

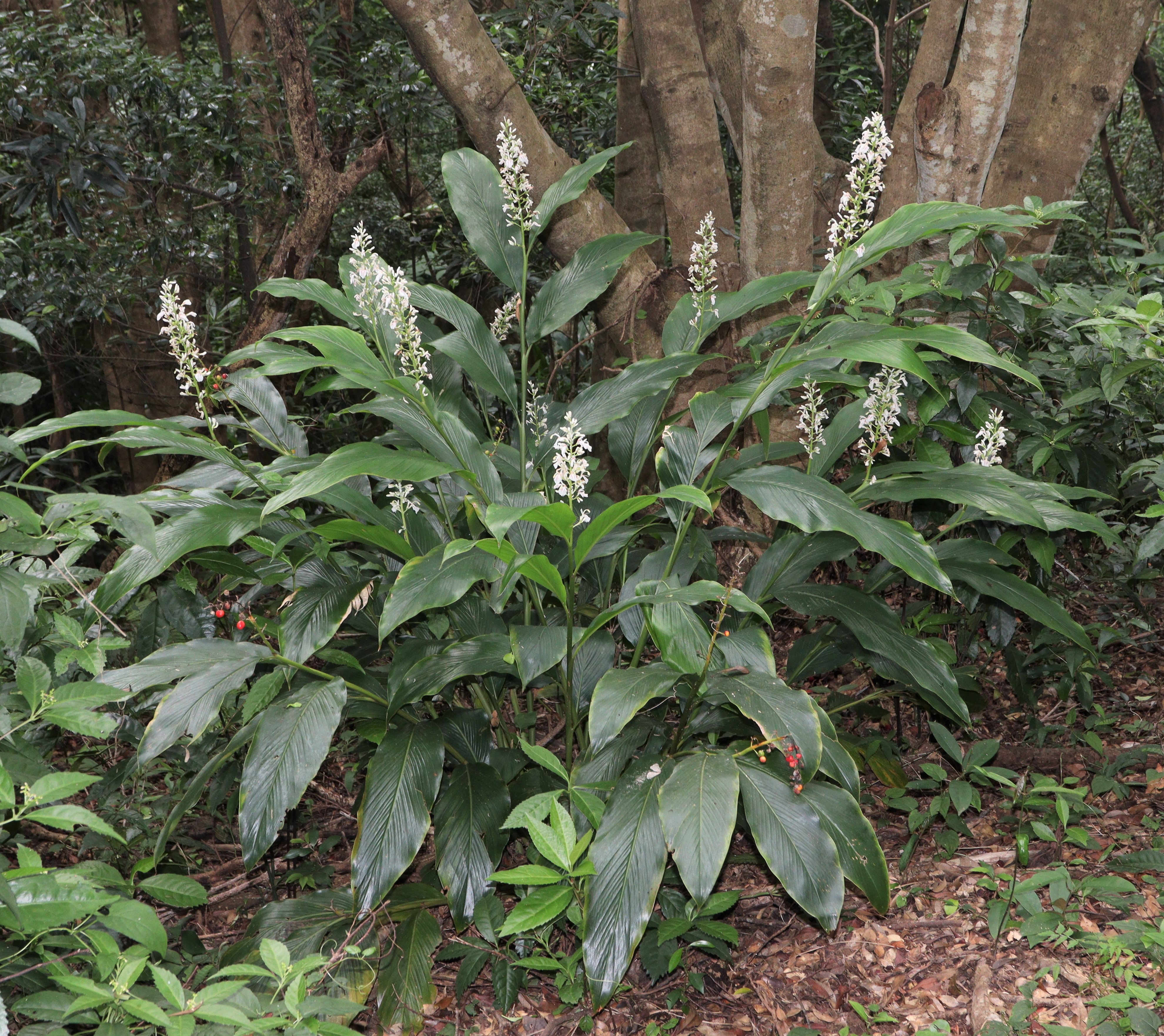
海に近い湿った林下に生育するアオノクマタケラン

日本では、本州（伊豆七島、紀伊半島）、四国、九州、南西諸島の暖地に分布する。
海に近い、湿った林下に生育する。

## 利用
種子にはセスキテルペン（humulene, cineole）の成分があり、ハナミョウガの種子の代用として、芳香性胃腸薬、香辛料として用いられる。根茎にセスキテルペン（hanalpinol, aokumanol）の成分があり、胃腸薬として用いられる。

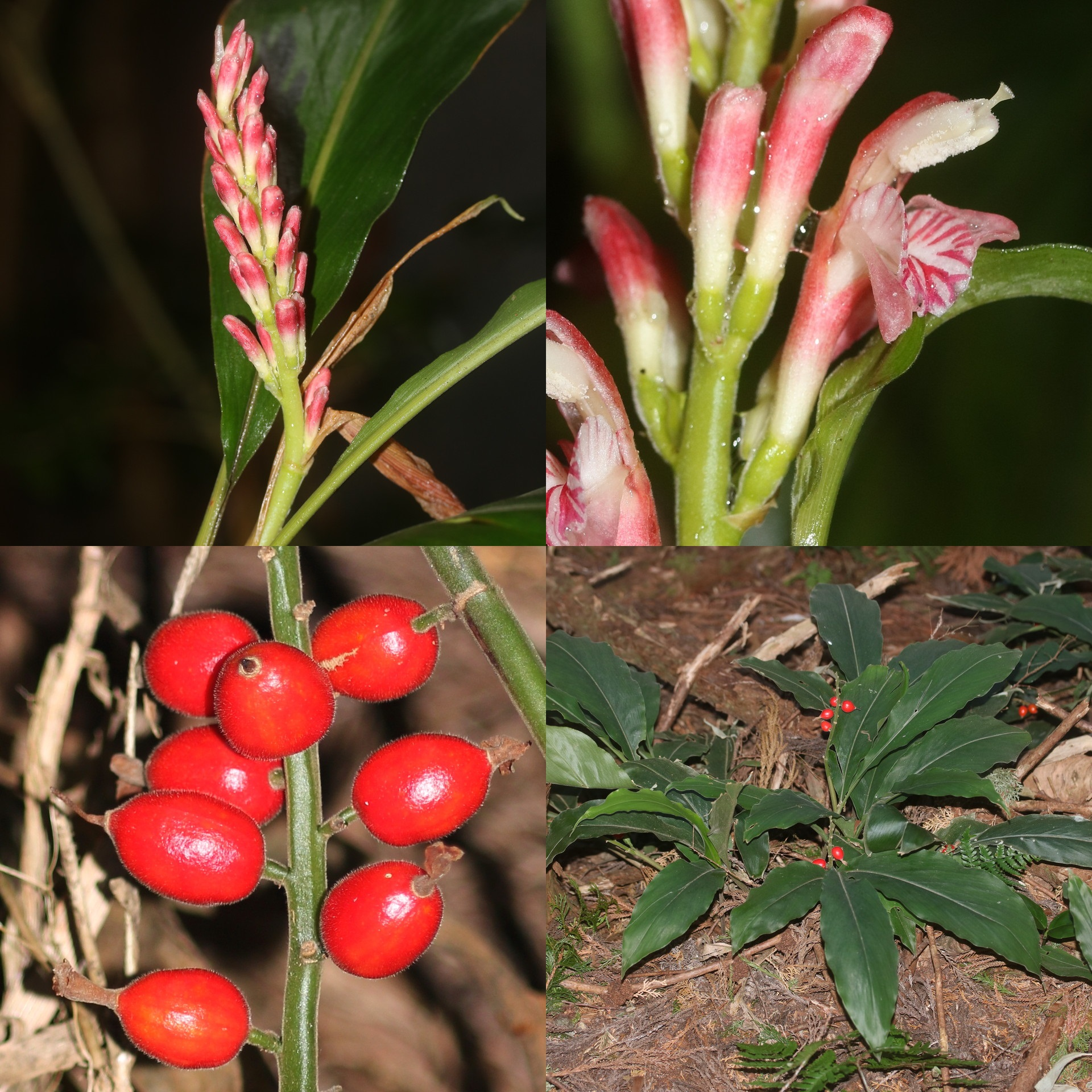
同属のハナミョウガ

和歌山県の紀伊大島では、半野生状に栽培されて花卉として出荷されている。

## 種の保全状況評価
日本では環境省によるレッドリストの指定を受けていない。また以下の都道府県でレッドリストの指定を受けている。
- 絶滅危惧IB類 - 愛媛県[11]、大分県[12]
- 絶滅危惧II類 - 和歌山県[9]、佐賀県[13]、熊本県[14]
- 準絶滅危惧種 - 徳島県[15]